# Les Forges (Morbihan)
Les Forges foi uma comuna francesa na região administrativa da Bretanha, no departamento de Morbihan. Estendia-se por uma área de 52,53 km². Em 2010 a comuna tinha 400 habitantes (densidade: 7,6 hab./km²).
Em 1 de janeiro de 2019, passou a formar parte da comuna de Forges de Lanouée.